# Knyltjärnen
Knyltjärnen är en sjö i Sundsvalls kommun i Medelpad och ingår i Selångersåns huvudavrinningsområde. Sjön har en area på 0,0975 kvadratkilometer och ligger 233 meter över havet.

## Delavrinningsområde
Knyltjärnen ingår i det delavrinningsområde (694171-155610) som SMHI kallar för Mynnar i Sulån. Medelhöjden är 264 meter över havet och ytan är 5,94 kvadratkilometer. Det finns inga avrinningsområden uppströms utan avrinningsområdet är högsta punkten. Vattendraget som avvattnar avrinningsområdet har biflödesordning 3, vilket innebär att vattnet flödar genom totalt 3 vattendrag innan det når havet efter 42 kilometer. Avrinningsområdet består mestadels av skog (90 procent). Avrinningsområdet har 0,1 kvadratkilometer vattenytor vilket ger det en sjöprocent på 1,6 procent.